# Liste d'ethnies d'Europe
 (février 2025).
Motif : aucune source
- Archive Wikiwix
- Bing
- Cairn
- DuckDuckGo
- E. Universalis
- Gallica
- Google
- G. Books
- G. News
- G. Scholar
- Persée
- Qwant
- (zh) Baidu
- (ru) Yandex
- (wd) trouver des œuvres sur Wikidata

| 1. | Préciser le motif de la pose du bandeau. | Précisez le motif de la pose du bandeau en utilisant la syntaxe suivante : {{admissibilité à vérifier\|date=juin 2025\|motif=remplacez ce texte par le motif}}                                |
| 2. | Informer les utilisateurs concernés.     | Pensez à avertir le créateur de l'article, par exemple, en insérant le code ci-dessous sur sa page de discussion : {{subst:avertissement admissibilité à vérifier\|Liste d'ethnies d'Europe}} |

Cette liste d'ethnies d'Europe est classée par ordre alphabétique. Elle n'est pas exhaustive et sera complétée au fur et à mesure de la création de nouveaux articles.
| Nom           | Langue(s)    | État de tutelle                   |
| ------------- | ------------ | --------------------------------- |
| Albanais      | Albanais     | Albanie Kosovo                    |
| Anglais       | Anglais      | Royaume-Uni                       |
| Bas-allemands | Bas allemand | Allemagne Pays-Bas Belgique       |
| Basques       | Basque       | Espagne France                    |
| Bulgares      | Bulgare      | Bulgarie Macédoine du Nord        |
| Catalans      | Catalan      | Espagne France                    |
| Féroïens      | Féroïen      | Danemark                          |
| Kalmouks      | Kalmouk      | Russie                            |
| Ladins        | Ladin        | Italie                            |
| Maygars       | Hongrois     | Hongrie Roumanie Slovaquie Serbie |
| Vepses        | Vepse        | Russie, Ukraine                   |